# シャミチセ川

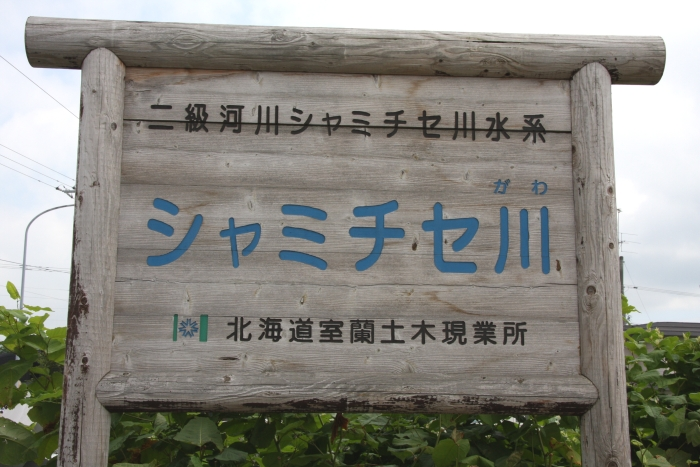
伊達橋にある河川標識（2012年7月15日撮影）

シャミチセ川（シャミチセがわ）は、北海道胆振総合振興局を流れる二級河川。シャミチセ川水系の本流。

## 地理
北海道伊達市の紋別岳に源を発し、幌見内川・清住川・弄月川と合流して市内東浜町にて太平洋内浦湾（噴火湾）に注いでいる。
総合公園だて歴史の杜の東側を流れ、公園内には旧シャミチセ川が流れている。

## 地名由来
河川名の由来は、一説によるとアイヌ語の「サム・チセ」（Sham－chise：和人の・家）の意と言われている。 

## 利水および治水
積ブロック護岸で築堤され魚道付きの落差工が施工されている。
中上流域では農業用水として利水している。

## 流域の自治体
北海道胆振総合振興局
伊達市

## 支流
※（）内は流域自治体
- 幌美内川（伊達市）
- 清住川（伊達市）
- 弄月川（伊達市）

## 主な橋梁
- シャミチセ川橋 - 道央自動車道
- 睡蓮橋 - 北海道道519号滝之町伊達線
- 竹並橋
- 堺橋
- 青柳橋
- 舟岡橋 - 国道37号
- 伊達橋
- 旭橋 - 北海道道779号南黄金長和線
- シャミチセ川橋梁 - 北海道旅客鉄道（JR北海道）室蘭本線
- 東浜橋